# Michael J. Benton

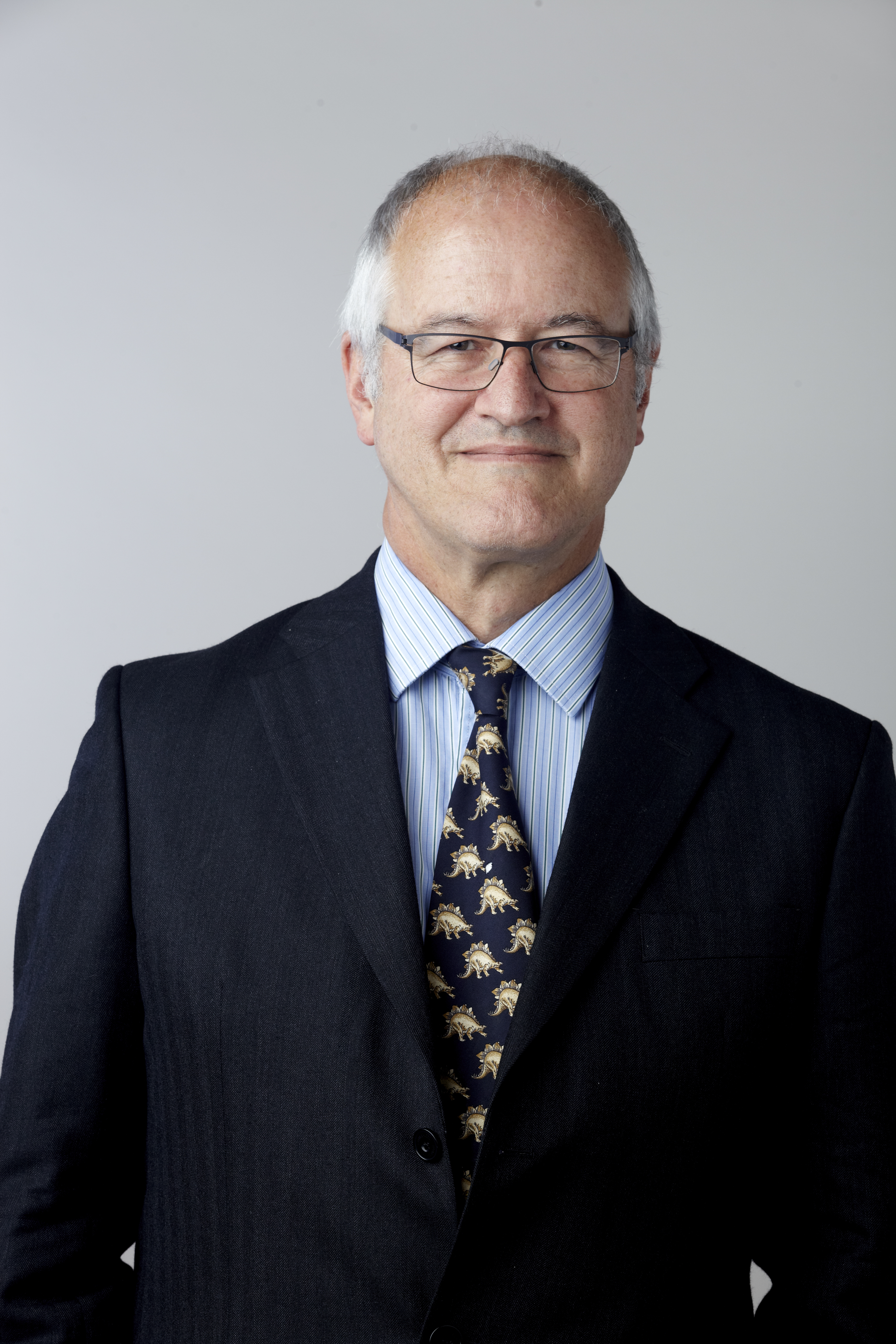
Michael J. Benton

Michael James „Mike“ Benton (* 8. April 1956) ist Professor für Wirbeltierpaläontologie am „Department of Earth Sciences“ der University of Bristol. Seit 2001 ist er „Head of Department“. Benton ist Autor zahlreicher Sachbücher; viele davon sind auch auf Deutsch erschienen.

## Leben und Werk
Michael Benton veröffentlichte seit Ende der 1970er-Jahre zahlreiche wissenschaftliche Arbeiten, die in anerkannten Fachzeitschriften, darunter Nature, erschienen sind. Daneben tritt er auch als Autor mehrerer Lehrbücher der Paläontologie in Erscheinung, sowie zahlreicher populärwissenschaftlicher Sachbücher, insbesondere für Kinder, wobei Dinosaurier den Schwerpunkt bilden. Benton war wissenschaftlicher Berater bei vielen Fernsehdokumentationen, so auch in der BBC-Sendereihe „Dinosaurier – Im Reich der Giganten“ (Original: „Walking with Dinosaurs“). 2008 wurde er zum Mitglied der Royal Society of Edinburgh gewählt, 2014 zum Mitglied der Royal Society.
2005 erhielt er die Lyell Medal. 2020 erhielt Benton die Jean Baptiste Lamarck Medal der European Geosciences Union, 2024 die Lapworth Medal der Palaeontological Association.

## Forschungsschwerpunkte
- Entstehung der Vielfalt des Lebens
- Beschaffenheit des Fossilberichts
- Stammbaumrekonstruktionen
- Vergleich von Stammbaumrekonstruktion und Stratigraphie
- Massenaussterben
- Evolution der Ökosysteme der Triaszeit
- Phylogenie ursprünglicher Diapsiden
- Ursprüngliche Archosaurier
- Ursprung der Dinosaurier

## Bücher (Englisch, Auswahl)
- 2023 Dinosaur Behavior (illustriert von Bob Nicholls) Princeton University Pres. ISBN 978-0-691-24429-7
- 2019 The Dinosaurs Rediscovered: How a Scientific Revolution is Rewriting History. ISBN 978-0-500-05200-6
- 2005 Mesozoic and Tertiary fossil mammals and birds of Great Britain von M. J. Benton, L. Cook, D. Schreve, A Currant und J. J. Hooker
- 2005 Vertebrate palaeontology (Dritte Auflage)
- 2003 When life nearly died: the greatest mass extinction of all time
- 2002 Permian and Triassic red beds and the Penarth Group of Great Britain von M. J. Benton, E. Cook und P. J. Turner
- 2000 The age of dinosaurs in Russia and Mongolia, herausgegeben von M. J. Benton, D. M. Unwin, M. A. Shishkin und E. N. Kurochkin
- 2000 Walking with dinosaurs: the facts
- 1997 Basic palaeontology von M. J. Benton und D. A. T. Harper
- 1997 Vertebrate palaeontology (Zweite Auflage)
- 1996 The Penguin historical atlas of the dinosaurs
- 1996 The Viking atlas of evolution von R. Osborne und M. J. Benton
- 1995 Fossil reptiles of Great Britain by M. J. Benton und P. S. Spencer
- 1993 Extinct animals. In The Guinness book of records
- 1993 The fossil record 2, herausgegeben von M. J. Benton
- 1991 The rise of the mammals
- 1991 The reign of the reptiles
- 1990 On the trail of the dinosaurs
- 1990 Vertebrate palaeontology: biology and evolution, London, Boston: Unwin Hyman
- 1988 The phylogeny and classification of the tetrapods, Band 1 und 2 herausgegeben von M. J. Benton

## Bücher (Deutsch)
- 2008 Die 70 großen Wunder der Natur (The Seventy Great Mysteries of the Natural World, übersetzt von Werner Kügler), Frederking & Thaler, München 2008, ISBN 978-3-89405-716-9.
- 2007 Paläontologie der Wirbeltiere (Übersetzung der 3. englischen Auflage von Hans-Ulrich Pfretzschner), Pfeil. München
- 2007 Dinosaurier. Ein Atlas der Urzeit (John Malam, John Woodward und Michael Benton)
- 2001 Das große farbige Dinosaurier-Lexikon. Mit vielen anderen Urwelttieren.
- 2000 Die Entwicklung des Lebens auf der Erde. 3,5 Milliarden Jahre Evolution.
- 2000 Das große Buch der Dinosaurier. Verhalten, Fossilien, Funde, Nester, Aussterben.
- 1997 Dinosaurier
- 1993 Das große farbige Dinosaurierlexikon. Sonderausgabe. Gondrom, Bindlach 1993, ISBN 3-8112-1099-8 (Illustration von Jim Channell und Kevin Maddison).
- 1992 Fragen und Wissen, Dinosaurier
- 1991 Mein erstes Buch der Dinosaurier
- 1991 Tiere der Vorzeit von A – Z
- 1990 Dinosaurier von A – Z
- 1988 Die Entwicklung des Lebens auf der Erde: 3,5 Milliarden Jahre Evolution (The Story of Life on Earth, übersetzt von Elisabeth Fritsch, illustriert von Kuo Kang Chen),  Quelle und Meyer, Heidelberg / Wiesbaden 1988, ISBN 3-494-01176-1.